# Journées de mai 1937 à Barcelone
 (janvier 2023).
Guerre d'Espagne
Les Journées de mai (Jornadas de Mayo de 1937), les Événements de mai (Sucesos de Mayo) ou les Actions de Barcelone (Hechos de Barcelona) désignent les journées de troubles et d'affrontements qui sont survenus dans la première semaine du mois de mai 1937 dans plusieurs endroits de la région autonome de Catalogne, particulièrement dans la ville de Barcelone.
Des anarchistes (Confédération nationale du travail, Fédération anarchiste ibérique etc.) et des groupes marxistes (Parti ouvrier d'unification marxiste), partisans de la révolution sociale s'y opposent aux autorités légales de la Seconde République espagnole, la Généralité de Catalogne et le Parti communiste d'Espagne et le Parti socialiste ouvrier espagnol.
Ces journées sanglantes sont considérées comme le plus grave des affrontements entre les représentants de la République espagnole, dominée par les staliniens, et les partisans d'une révolution sociale, qui étaient nombreux à Barcelone depuis juillet 1936. Elles aboutissent de fait à la destruction du POUM dans un premier temps et de la CNT à terme.
En France, le journal L’Humanité, organe officiel du PCF et de l'Internationale, parlait des évènements de mai 1937 comme d’un « Putsch hitlérien ».

## Contexte

### Conditions politiques
Depuis que la révolte militaire avait échoué à Barcelone en juillet 1936, la ville et tout le reste de la région catalane demeuraient sous le contrôle des milices ouvrières, surtout celles des syndicats anarchistes de la CNT-FAI et socialistes de l'UGT. Après s'être emparé des derniers quartiers de la révolte, les chefs anarchistes s'étaient unis à Lluís Companys, président de la Généralité, pour constituer le Comité Central des Milices Antifascistes de Catalogne (Comitè Central de Milícies Antifeixistes de Catalunya, CCMA), qui est devenu le vrai gouvernement de la Catalogne. La plupart des partis et des syndicats du Front d'Esquerres (nom donné au Front populaire en Catalogne) y étaient par ailleurs représentés.
La Généralité et le gouvernement central madrilène avaient perdus[Quoi ?] toute capacité d'action face au comité et assistaient passivement à la révolution sociale, qui avait lieu en Catalogne. Ils avaient réussis en secret à persuader la tête de la CNT à collaborer (les "possibilistes"), à arrêter cette révolution, qui s'étendait à l'Aragon et à reprendre Majorque, plutôt que Saragosse, afin de tenter d'internationaliser le conflit. La plupart des industries étaient collectivisées, les banques restant sous le contrôle de la Généralité. Cependant, à diverses reprises, les banques ont refusé des crédits, que sollicitait le comité, au motif que ses activités échappaient à la surveillance de la Généralité[pas clair]. En octobre 1936, le comité a finalement été dissous et ses membres nommés consellers du gouvernement de la Généralité. Toutefois, les patrouilles de contrôle, bras armé du CCMA et contrôlées par la CNT-FAI, ont poursuivi leurs activités de répression avec une totale liberté, sans aucun contrôle de la Généralité.
Un climat de méfiance et d'affrontement était présent non seulement entre les institutions républicaines et les organisations ouvrières, mais également à l'intérieur de celles-ci, surtout entre les anarchistes d'un côté et les socialistes, les nationalistes catalans et les communistes, de l'autre. Même entre les communistes, il existait de fortes divisions. Les communistes « staliniens » du PCE et du PSUC suivaient la doctrine de l'URSS et étaient donc partisans de l'« alliance objective » [pas clair]avec la bourgeoisie républicaine, qui séparerait les buts de la guerre et ceux de la révolution[pas clair]. Les marxistes du POUM, fortement opposés à l'URSS et à Staline et à ses partisans, et son mouvement de jeunesse, la JCI (Juventud Comunista Iberica), souhaitaient mener simultanément la révolution et la guerre civile.
La tension augmente considérablement durant l'hiver 1936-1937 à cause d'un enchaînement d'événements qui échauffaient le climat politique et préparaient la voie à un affrontement de plus grande ampleur[pas clair]. Le POUM, malgré ses divergences politiques avec Léon Trotski et sa ligne politique, lui proposa de venir en Catalogne. La campagne de dénigrement du POUM par le PCE s'est intensifiée, notamment en mars lors de la tenue d'une grande conférence à Valence, la capitale de la République espagnole depuis le retrait du gouvernement de Madrid. Les chefs du POUM étaient accusés d'être des agents nazis cachés sous une fausse propagande révolutionnaire.
En même temps, la tension de la bourgeoisie de Barcelone commençait à être palpable avec l'arrivée du printemps[pas clair]. Les patrouilles de contrôle, dirigées par José Asens, arrêtaient sans cesse des suspects pour les exécuter arbitrairement. D'autres patrouilles anarchistes, sous couvert d'expropriations populaires, se livraient au pillage. Josep Tarradellas, bras droit de Lluís Companys, était décidé à réunir les diverses forces de sécurité en Catalogne sous un seul commandement pour en finir avec les patrouilles de contrôle. Le 26 mars, il interdit par décret que les membres de la police aient une filiation politique et a ordonné la remise de toutes les armes que possédaient les partis politiques. Les anarchistes se sont retirés immédiatement du gouvernement de la Généralité. Cette première crise a obligé Lluís Companys à céder aux exigences des anarchistes et à leur rendre les armes, ce qui permettait aux Patrouilles de Contrôle de poursuivre leurs activités.
Le 25 avril, une force de carabiniers, chargés du contrôle des frontières sous la IIe République, a été ordonnée par Juan Negrín, ministre de l'Économie, de céder la charge des patrouilles de la CNT à céder la charge du contrôle des douanes de Puigcerdá, dont la region de la Basse-Cerdagne servait de centre d'espionnage, de falsification de passeports et de passages clandestins de la frontière. Après un violent affrontement dans lequel le maire de Puigcerdá, Antonio Martín, et ses hommes ont été tués, les carabiniers ont repris possession des bureaux de douane. Juan Negrín a alors étendu le contrôle du gouvernement aux autres postes de douane avec la France.
Au même moment, la garde nationale républicaine et la garde d'assaut étaient envoyées à Figueras et dans d'autres villes du nord de la Catalogne pour se substituer aux patrouilles de la CNT. À Barcelone, on commençait à craindre qu'éclate une guerre ouverte entre les anarchistes et le POUM contre le gouvernement et les communistes. C'était dans ce contexte que le 26 avril, George Orwell est arrivé à Barcelone. Chaque camp constituait des dépôts d'armes et de munitions et fortifiait secrètement ses édifices en craignant une attaque. Le calme était conservé la première semaine de mai. Le premier mai, jour de fête, s'est déroulé en silence puisque l'UGT et la CNT s'étaient mis d'accord pour suspendre les défilés, qui auraient certainement occasionné des désordres.

### Forces en présence
Trois forces politiques ont participé à la préparation et au développement des événements qui plongeaient Barcelone dans le chaos : la CNT, les jeunesses libertaires, le POUM et d'autres groupes de moindre importance, comme les anarchistes du Groupe des amis de Durruti et les trotskistes de la Section bolchevique-léniniste d'Espagne.
Face à eux, plusieurs groupes moins importants souhaitaient le retour à la légalité républicaine, qu'il s'agisse du gouvernement central de Valence ou de la Généralité. Ils étaient principalement représentés par l'ERC et le PSUC. Le PSUC avait pour objectif prioritaire de gagner la guerre et considérait que sans la victoire, il était inopportun de soutenir un mouvement révolutionnaire. Il entendait se présenter comme un parti efficace face au chaos révolutionnaire et défendait le raffermissement du gouvernement central, qui se substituerait aux comités locaux. Pour l'obtenir, il fallait mettre sur pied une armée organisée et disciplinée, instruite et dirigée par un commandement unique.
Un troisième secteur était composé par l'aile « possibiliste » de la CNT. Ces hommes souhaitaient la cessation immédiate des hostilités entre les deux camps précédents.

## Combats

### Préliminaires: le 2 mai
La prise du central téléphonique de Barcelone par la garde d'assaut est généralement reconnue comme l'événement déclencheur des Journées de Mai. Le central téléphonique était contrôlé par la CNT (anarchistes) depuis le début de la guerre, ce qui donnait au syndicat anarchiste le contrôle des appels passés en Catalogne et entre cette région et le reste de l'Espagne.
Le 2 mai, le ministre de la Marine et de l'Armée de l'air, Indalecio Prieto, voulut téléphoner à la Généralité de Catalogne depuis Valence. Le standardiste lui a répondu que le seul gouvernement à Barcelone était le Comité de défense. Plus tard, le président de la République, Manuel Azaña, a appelé le président de la Généralité, Lluís Companys, mais l'appel est interrompu par un standardiste, qui affirme que les lignes devaient être utilisées à des fins plus importantes. Refusant que leurs conversations soient écoutées ou écourtées par les anarchistes syndicalistes de la CNT, les membres du gouvernement républicain décident de prendre des mesures.
La situation à Barcelone est alors explosive. Le soir du 2 mai, des tirs éclatent entre des membres de Estat Català et des anarchistes de la FAI, dont un homme est tué.

### 3 mai
Un corps de deux cents policiers, commandés par le conseiller à l'Ordre public de la Généralité de Catalogne, Eusebio Rodríguez Salas, sur ordre du responsable des Affaires intérieures de la Généralité, Artemi Aiguader, s'est rendu au central téléphonique pour perquisitionner au département de la censure, au deuxième étage du bâtiment, et en prendre le contrôle. Puisque les anarchistes de la CNT en avaient obtenu le contrôle légalement à la suite d'un accord avec la Généralité, cela leur paraissait une provocation. Ils ont ouvert le feu depuis le palier du deuxième étage. Eusebio Rodríguez Salas a téléphoné des secours[pas clair] et fait intervenir la Garde nationale républicaine, accompagnée de deux chefs des Patrouilles de contrôle, Dionisio Eroles, chef anarchiste du commissariat, et José Asens, chef des Patrouilles de contrôle. Dionisio Eroles a réussi à convaincre les anarchistes de cesser le feu.
Au même moment, la place de Catalogne s'est couvert de monde ; le bruit circule que les anarchistes auraient capturé le chef de la police. Le POUM, les Amis de Durruti, les léninistes-bolchéviques et les Jeunesses anarchistes ont pris position. Après quelques heures, toutes les organisations politiques avaient sorti les armes qu'elles tenaient cachées et ont élevé des barricades dans la ville. Les unités de police occupaient les terrasses de café et les clochers des églises. Lorsque la nuit tombe, la ville de Barcelone s'est préparée au combat. Le PSUC et la Généralité contrôlaient les secteurs de la ville à l'est des Ramblas, et les anarchistes gardaient en main les quartiers à l'ouest et les faubourgs. Le centre-ville, où se trouvaient les sièges des syndicats et des partis politiques, installés dans des immeubles et des hôtels réquisitionnés, était partagé entre les différentes factions. Au central téléphonique même, les communications n'étaient pas interrompues à la suite d'une trêve entre les belligérants. La police, installée au premier étage, envoyait même des casse-croûtes aux anarchistes qui occupaient les étages supérieurs.
La situation empire, dans la mesure où il n'existait pas de cohésion à l'intérieur de la CNT et de la FAI. La direction répétait ses appels aux calmes, mais les jeunesses et les extrémistes n'en tenaient pas compte. Aux premières heures de la nuit, les dirigeants du POUM ont proposé aux chefs anarchistes de former une alliance contre les communistes et le gouvernement, ce qu'ont refusé la CNT et la FAI.

### 4 mai
Au matin du 4 mai, les rues de Barcelone étaient silencieuses hormis quelques tirs de fusils et de mitrailleuses. Les commerces et les immeubles étaient fermés et les rues bloquées par des barricades. Les milices anarchistes attaquaient les casernes de la garde d'assaut et les édifices gouvernementaux, et les communistes et les gouvernementaux contre-attaquaient.
La plupart des ouvriers barcelonais soutenaient les anarcho-syndicalistes mais craignaient le déclenchement d'une nouvelle guerre civile. En même temps, les appels au calme se multipliaient. Les délégués des syndicats anarchistes se réunissaient à 11 h et s'engageaient à rechercher le retour au calme le plus rapidement. Les dirigeants anarchistes Joan Garcia Oliver et Federica Montseny ont appelé à la radio leurs amis à déposer les armes et à retourner au travail. Jacinto Toryho Rodríguez, directeur du journal anarchiste Solidaridad Obrera, s'est exprimé dans le même sens. Les ministres anarchistes, comme Mariano Rodríguez Vázquez, secrétaire du comité national de la CNT, Pascual Tomás et Carlos Hernández Zancajo, membre du comité exécutif de l'UGT, ont quité Valence pour Barcelone.
Sur le front de l'Aragon, les unités de la 26e division de l'armée populaire, ancienne colonne Durruti, sous les ordres de Gregorio Jover, se sont regroupées à Barbastro pour marcher sur Barcelone, mais elles sont restées sur place à la suite de l'appel de Joan Garcia Oliver. En revanche, la 28e division, ancienne colonne Ascaso, et la 29e division du POUM n'ont pas abandonné leur projet d'avancer vers Madrid avant que le commandant communiste de l'aviation républicaine en Aragon, Alfonso Reyes, les a menacées de les bombarder sur la route.
Vers 5 h, à Barcelone, plusieurs anarchistes sont abattus par des policiers sur l'avenue Durruti. Les échanges de tir tuèrent également l'anarchiste Domingo Ascaso, parent de Francisco et de Joaquín Ascaso, président du Conseil régional de défense de l'Aragon. Le POUM s'est joint aux insurgés anarchistes, et la section Léniniste-bolchevique a  distribué des tracts, Vive l'offensive révolutionnaire, qui demandaient le désarmement des GNR et des gardes d'assaut, la grève générale et la démission du gouvernement républicain.

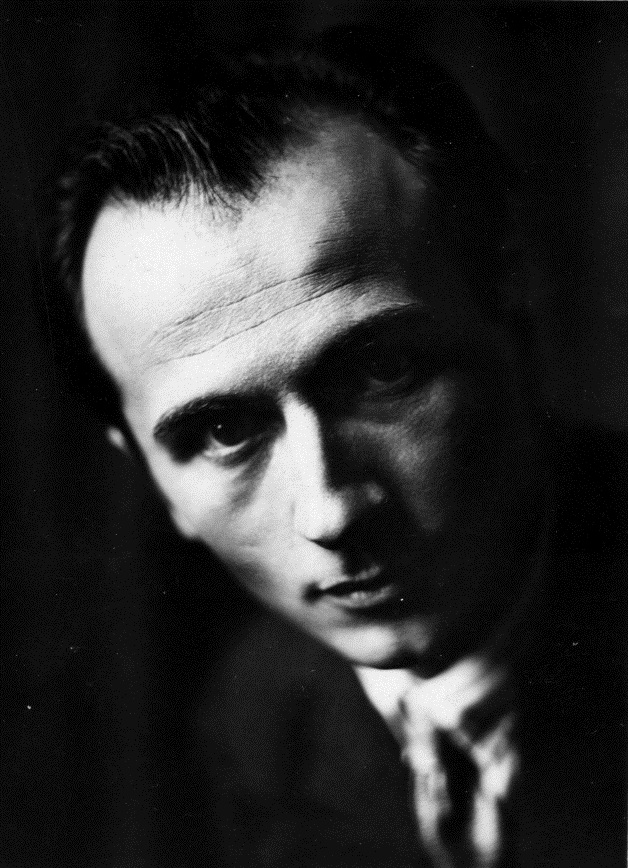
Camillo Berneri.

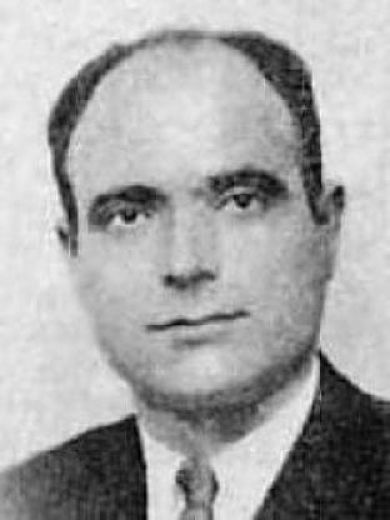
Francesco Barbieri.

### 5 mai
A la Généralité de Catalogne, Josep Tarradellas, chargé par le président Companys de négocier avec les anarchistes, refusait leurs exigences, surtout les démissions d'Eusebio Rodríguez Salas et Artemi Aiguader. Finalement, afin de trouver un accord, il a proposé que le gouvernement catalan démissionne et que le nouveau gouvernement inclut des anarchistes, la Gauche républicaine, le PSUC, des rabassaires et Artemi Aiguader. Federica Montseny, chargée des négociations entre les deux camps, est arrivée dans la soirée à Barcelone.
Toutefois, les tirs incontrôlés ont continué dans les rues de Barcelone et tué ceux qui se risquaient à sortir dans les rues. A 9 h 30 du matin, la garde d'assaut a attaqué le bureau central du syndicat des médecins, sur la rue Santa Anna, et le siège central de la fédération locale de la FIJL. Vers 5 h de l'après-midi, les écrivains anarchistes italiens Camillo Berneri et Francesco Barbieri ont été arrêtés par six gardes d'assaut et six membres du PSUC et bientôt exécutés. La tension est montée encore d'un cran lorsqu'un destroyer britannique, venu pour évacuer les étrangers, est entré dans le port de Barcelone et a fait craindre aux membres du POUM qu'il allait bombarder la ville.
Pendant ce temps, l'unité des anarchistes se fissurait. Tandis que les Amis de Durruti réclamaient l'union des forces anarchistes avec le POUM, la CNT, la FAI et la FIJL ont refusé. À l'extérieur de Barcelone, les événements s'accéléraient. A Tarragone, Tortosa et Vic éclataient des combats, et la garde d'assaut essayait de reprendre le contrôle des centraux téléphoniques occupés par la CNT. Pendant la nuit, Lluis Companys a accepté la proposition de Francisco Largo Caballero, qui lui envoyait des renforts pour rétablir l'ordre.

### 6 mai
À l'aube, la CNT a appelé encore une fois les travailleurs à reprendre le travail, mais la peur des Barcelonais a poussé la plupart à rester chez eux. Pendant l'après-midi, les combats ont repris. Plusieurs gardes des GNR sont tués par des tirs de mortier des FIJL. Le communiste Antonio Sesé, secrétaire général de l'UGT catalane et membre du nouveau conseil provisoire de la Généralité, est tué alors qu'il se rendait en voiture pour recevoir ses fonctions.
En même temps, une force de 5 000 hommes, la plupart étant des gardes d'assaut dirigés, par le colonel anarchiste Emilio Torres, suivait l'ordre du gouvernement républicain de quitter Madrid et Valence pour Barcelone. Pendant la nuit, deux destroyers républicains, accompagnés du cuirassé Jaime I, atteignaient le port de Barcelone et transportaient des troupes de Valence. À Tarragone, les miliciens de l'Estat Català, de l'ERC et du PSUC ont attaqué le siège local de la FIJL.

### 7 mai
A 8 h 20 du matin, les groupes de gardes d'assaut, venus de Madrid et Valence, ont arrivé à Barcelone après avoir réprimé les mouvements à Tarragone et Reus et occupé plusieurs points stratégiques de la ville. Les gardes d'assaut ont désarmé les miliciens de la CNT, de la FAI, de la FIJL et du POUM dans la plupart des villes catalanes comme Barcelone. Pendant ce temps, la CNT réitérait encore son appel à reprendre le travail.

### 8 mai
Les rues ont retrouvé leur tranquillité, malgré quelques incidents sporadiques, et les barricades ont été démontées. La presse évaluait alors les pertes à 500 morts et un millier de blessés. Les combats continuaient dans quelques localités de Catalogne, mais les anarchistes ont finalement été mis en déroute et battus.

## Conséquences
Les Journées de Mai suscitent de profondes conséquences dans le camp républicain. Elles prouvaient que les anarchistes étaient extrêmement divisés et qu'un fossé s'était ouvert entre les instances dirigeantes de la CNT et les ministres CNT du gouvernement républicain, qui se consacraient à gagner la guerre, et les jeunesses anarchistes, qui voulaient voir triompher la révolution sociale. Des personnes importantes, comme Manuel Escorza et Joan Garcia Oliver, perdent toute influence. Les membres du Groupe des amis de Durruti sont exclus de la CNT par la direction pour avoir soutenu l'insurrection contre les appels au calme.
La victoire des forces gouvernementales et communistes a marqué la chute du second « gouvernement de la Victoire » de Francisco Largo Caballero et la sortie des ministres anarchistes. Parallèlement, la présence et le rôle ont augmenté des communistes[pas clair] au sein de l'appareil républicain. La crise a montré qu'il ne pouvait y avoir ni union, ni trêve entre les communistes pro-URSS et les communistes anti-staliniens, militants du POUM.
La Généralité de Catalogne a été réformée avec l'entrée des syndicalistes de l'UGT Rafael Vidiella et de la CNT Valerio Mas et le représentant de l'ERC Josep Tarradellas, elle a retrouvé tous ses pouvoirs. Les Journées de Mai ont marquent la fin de la révolution sociale en Catalogne. Le nouveau directeur de l'Ordre public à Barcelone, José Echevarría Novoa, a rétabli rapidement la normalité du système judiciaire[réf. nécessaire]. Rapidement, celui-ci est tombé aux mains des communistes, qui s'en sont servi afin de poursuivre leur lutte contre les militants du POUM. Le parti a été rendu illégal peu de temps après, le 16 juin 1937, et ses principaux dirigeants, comme Julián Gorkin et Andrés Nin, ont été arrêtés.
Les autorités républicaines n'ont pas en revanche pris de mesure plus répressive contre la CNT-FAI, qui jouissait encore d'une grande influence[réf. nécessaire].

## Dans la culture populaire
Les Journées de Mai ont eu un impact très fort dans les esprits contemporains au point d'inspirer à de multiples reprises des romans et des films :
- Hommage à la Catalogne, de George Orwell, est le premier et le plus connu des récits qui relate ces « journées de mai ». L'ouvrage est d'ailleurs publié en avril 1938, moins d'un an après la fin des événements. L'écrivain anglais reste une source intéressante dans la mesure où il était un témoin direct des combats en tant que milicien du POUM.

- La place du Diamant, roman de Mercè Rodoreda publié en 1962, est considéré comme l'une des œuvres majeures de la littérature catalane d'après-guerre. Il raconte l'histoire d'une fille, Natalia, qui voit ses rêves brisés par la guerre. Elle assiste en particulier aux tragiques Journées de Mai.

- La place du Diamant, film de 1982 réalisé par Francesc Betriu, est tiré du roman du même nom.

- Les Mémoires du Général Escobar, film de 1984 réalisé par José Luis Madrid, raconte l'histoire du général Antonio Escobar et le rôle qu'il a joué dans la guerre civile et les Journées de Mai à Barcelone.

- Land and Freedom, film de 1995 réalisé par l'Anglais Ken Loach, est librement inspiré des pages de George Orwell. La partie finale du film traite des Journées de Mai, auxquels le héros assiste.

## Citation
- « La révolution espagnole fut la plus singulière des révolutions collectivistes du XXe siècle. C’est la seule révolution radicale et violente qui se soit produite dans un pays d’Europe de l’Ouest et la seule qui ait été, malgré l’hégémonie communiste croissante, véritablement pluraliste, animée par une multitude de forces, souvent concurrentes et hostiles. Incapable de s’opposer ouvertement à la révolution, la bourgeoisie s’adapta au nouveau régime dans l’espoir que le cours des événements changerait. L’impuissance manifeste de leurs partis incita très vite les libéraux et les conservateurs à rechercher une organisation capable d’arrêter le courant révolutionnaire lancé par les syndicats anarchiste et socialiste. Quelques semaines seulement après le début de la révolution, une organisation incarnait à elle seule tous les espoirs immédiats de la petite et moyenne bourgeoisie : le Parti communiste. » - Burnett Bolloten, La Guerre d'Espagne. Révolution et contre-révolution (1934-1939), Éditions Agone, 2014, notice éditeur.

### Documentaire
- Patrick Rotman, La Tragédie des Brigades Internationales, Arte, 2016, voir en ligne.